# Oliver Tribler
Oliver Nyby Tribler (...) è un giocatore di football americano danese, che gioca come tight end per i Fehérvár Enthroners.
Ha iniziato la carriera nei Copenhagen Towers, per poi passare in successione ai Dresden Monarchs, agli Helvetic Guards, ai Tirol Raiders e ai Fehérvár Enthroners.